# Vislava
Vislava – wieś (obec) na Słowacji położona w kraju preszowskim, w powiecie Stropkov. Pierwsze wzmianki o miejscowości pochodzą z roku 1353.
Według danych z dnia 31 grudnia 2012, wieś zamieszkiwało 218 osób, w tym 105 kobiet i 113 mężczyzn.
W 2001 roku pod względem narodowości i przynależności etnicznej mieszkało 94,8% Słowaków oraz 3,2% Rusinów.
Ze względu na wyznawaną religię struktura mieszkańców kształtowała się w 2001 roku następująco:
- Katolicy rzymscy – 3,2%
- Grekokatolicy – 90%
- Prawosławni – 4,4%
- Nie podano – 2,4%